# Лонг Ајленд нетси
Лонг Ајленд нетси (енгл. Long Island Nets) амерички је кошаркашки клуб из Јуниондејла у Њујорку. Клуб се такмичи у НБА развојној лиги и тренутно је филијала НБА тима Бруклин нетси.

## Историја
Клуб је основан 2016. године.

## Успеси
- НБА развојна лига:
  - Финалиста (1): 2018/19.

## Познатији играчи
- Борис Дало